# Hammer DeRoburt
Hammer DeRoburt, född 25 september 1922, död 15 juli 1992, var Naurus första president, och regerade i landet under större delen av dess första tjugo självständiga år.
Han överlevde när naurerna blev sända till Chuuk (1942–1946) och blev invald i Naurus lokala regering på 1950-talet, samt vald till hövding år 1955. Han var huvudförhandlingsman för att få procent av Australiens utnyttning av de fosfatresurser som finns på ön, och administrerade den under en FN-mandat.
DeRoburt ledde landet till självständighet 31 januari 1968, och var president större delar av tiden fram till 17 augusti 1989. I december 1976 fick yngre politiker en majoritet och satte in Bernard Dowiyogo som president, men två år senare, 1978, fick DeRoburt återigen makten. Han var också avsatt i korta perioder i september och december 1986.
Han blev adlad av Elizabeth II år 1982 och avled i Melbourne år 1992.